# تامی فی مسنر
تامارا فی مسنر (به انگلیسی: Tamara Faye Messner؛ نام دوشیزه لاوالی، پیش‌تر باکر ‎/ˈbeɪkər/‎؛ ۷ مارس ۱۹۴۲ – ۲۰ ژوئیهٔ ۲۰۰۷) اونجلیست آمریکایی بود.
 وی بین سال‌های ۱۹۶۲ تا ۲۰۰۷ میلادی فعالیت می‌کرد.

## زندگی‌نامه

### ۱۹۴۲–۱۹۵۹: اوایل زندگی
وی به‌نام تامارا فی لاوالی (به انگلیسی: Tamara Faye LaValley) در اینترنشنال فالز، مینه‌سوتا چشم بر جهان گشود. والدین وی دو واعظ پنطیکاستی تحت نام‌های ریچل مینی (نام دوشیزه فرچایلد؛ ۱۹۱۹–۱۹۹۲) و کارل الیور لاوالی هستند.